# マジシャド
マジシャドとは、偏光板を用いる装飾技術、もしくはそれに用いられるフィルム。

## 概要
2013年山口東京理科大学教授、高頭孝毅により考案された。1枚のマジシャドフィルムを丸めたり、2枚のマジシャドフィルムを組み合わせることで立体的な像を見せることができる。
マジシャド以前の類似の技術としては、2枚の偏光板を組み合わせる「ブラックウォール」と呼ばれる技術があったが、ブラックウォールでは2枚の偏光板の端面を隙間なく突き合わせなければならないため、作製できるデザインに限界があった。
「ブラックウォール」
ブラックウォールは、透過軸の方向が、水平と垂直の2枚の偏光板を用いて立体的な像を見せる技術である。2枚の偏光板の透過軸（この軸に平行に振動する偏光だけが偏光板を透過する軸）が平行の場合2枚の偏光板透かしてみると、偏光が2枚の偏光板を透過してくるため明るく見える。一方2枚の偏光板の透過軸が直交していると、1枚目で発生した偏光は2枚目の偏光板で吸収されるため2枚の偏光板を透かしてみると暗く見える。透過率の方向が直交する2枚の偏光板をそれぞれ円筒状にして、2枚の円筒を上下に配置すると上下それぞれの同一の偏光板を通る光は偏光板で吸収されることなく抜けてくる。しかし、下の偏光板から入り上の偏光板から出る光や、上の偏光板から入り下の偏光板から抜けてくる光は透過軸の方向が異なるため2回目に通過する偏光板で吸収されてしまい暗くみえる。この様な条件のもとでは、2種類の偏光板が接する線を外周とする図形の黒い膜が存在するように見える。ブラックウォールは現在科学館等で紹介されており、それを利用した教育用の製品も販売されている。
ブラックウォールは簡便な構造で作成も容易であるが2枚のフィルムを組み合わせる必要があるため作製できる像(膜)のデザインがごく限られている。このため現在円筒を重ねた形状のものにほぼ限られている。また、2種類の偏光板を付き合わせなければならないため複雑な形状を形成することは困難である。これらの点を解決するため2種類の偏光板を使うのではなく、1枚の偏光板の表面に様々な形状の2分の1波長板を貼ることで多様な形状の立体像を表現できる様になった。このような装飾方法に対してマジカルシャドウ(マジシャド)と名前をつけている。
2分の1波長板は位相差(リタデーション＝複屈折とフィルムの厚みの積)がフィルムを通過する光の2分の1のフィルムをいう。2分の1波長板は透明フィルムを延伸することで作製される。偏光が2分の1波長板の延伸方向に対して角度θだけ傾いて入射された場合、入射された光を延伸方向に振動する光と延伸方向に垂直に振動する光に分解して考えると、延伸方向に振動する光は、延伸方向に垂直に振動する光に対して2分の1波長遅れを生じる。このためフィルムからでる偏光は延伸方向を中心に2θだけ回転して出てくる。例えば透過軸が垂直方向となっている偏光板に、延伸方向を透過軸から45度傾けて2分の1波長板を貼ると、光がこの部分に入射されると水平方向に振動する偏光が出てくる。すなわち、透過軸が垂直方向の偏光板に2分の1波長板を貼ることで透過軸が水平方向の偏光板として機能させる事ができる。このため、貼る2分の1波長板の形状によって様々な立体形状の像が観察できるようになる。
マジシャドは現在普及のため販売されている。

## 参考資料
マジシャドのホームページ　https://sites.google.com/site/magishado/